# Mladá Vožice
Mladá Vožice là một thị trấn thuộc huyện Tábor, vùng Jihočeský, Cộng hòa Séc.

## Tập ảnh

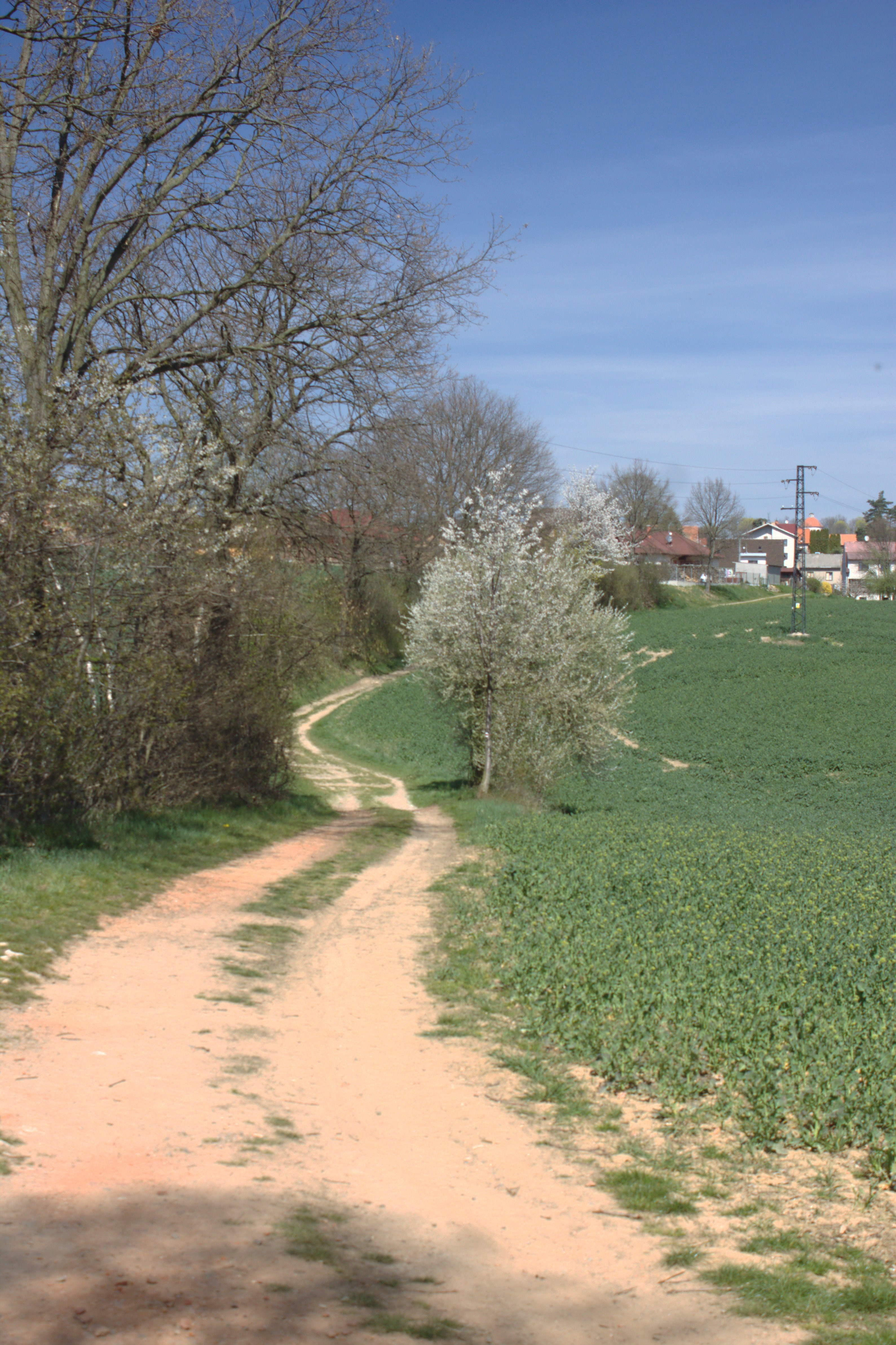
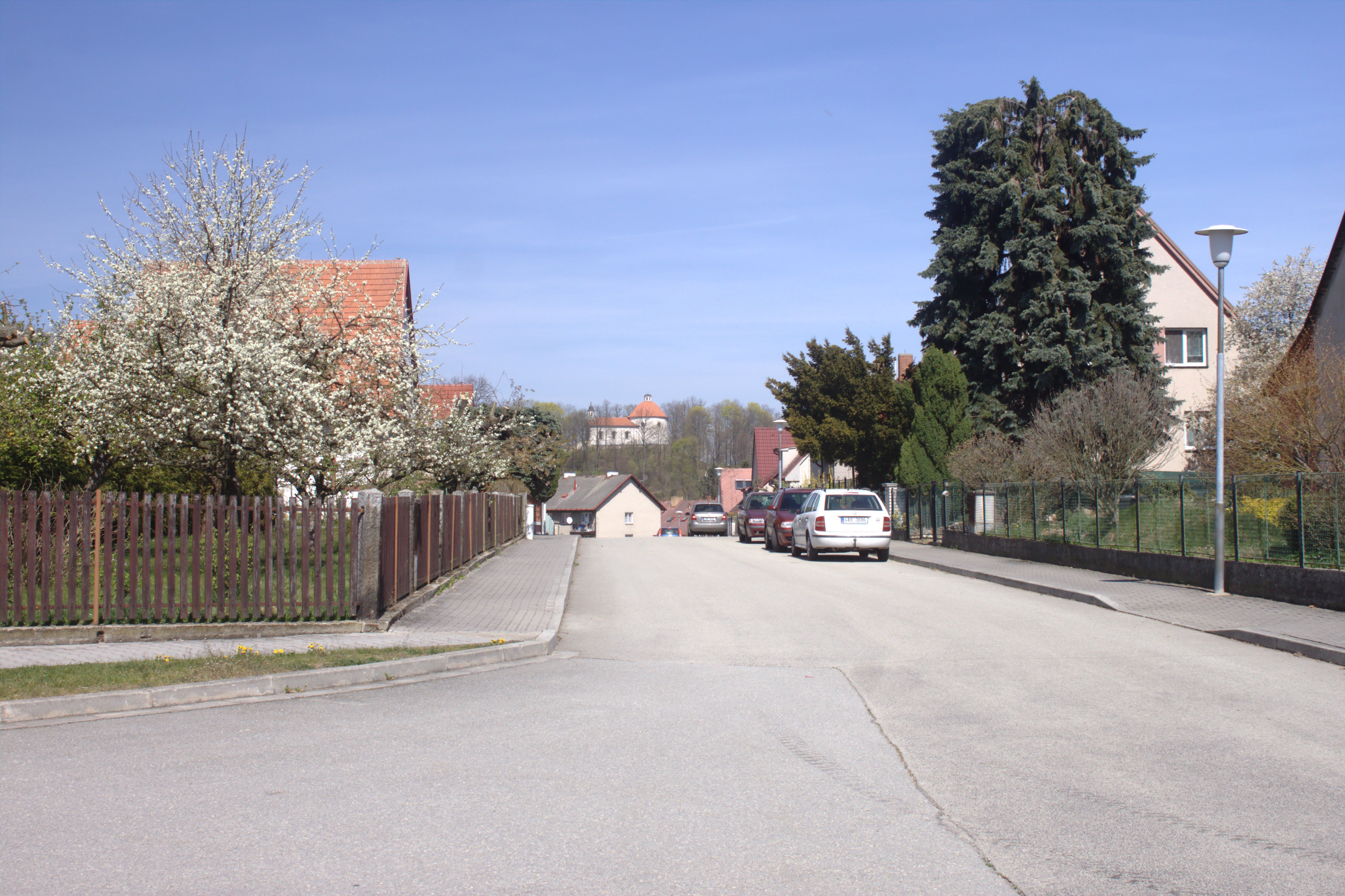
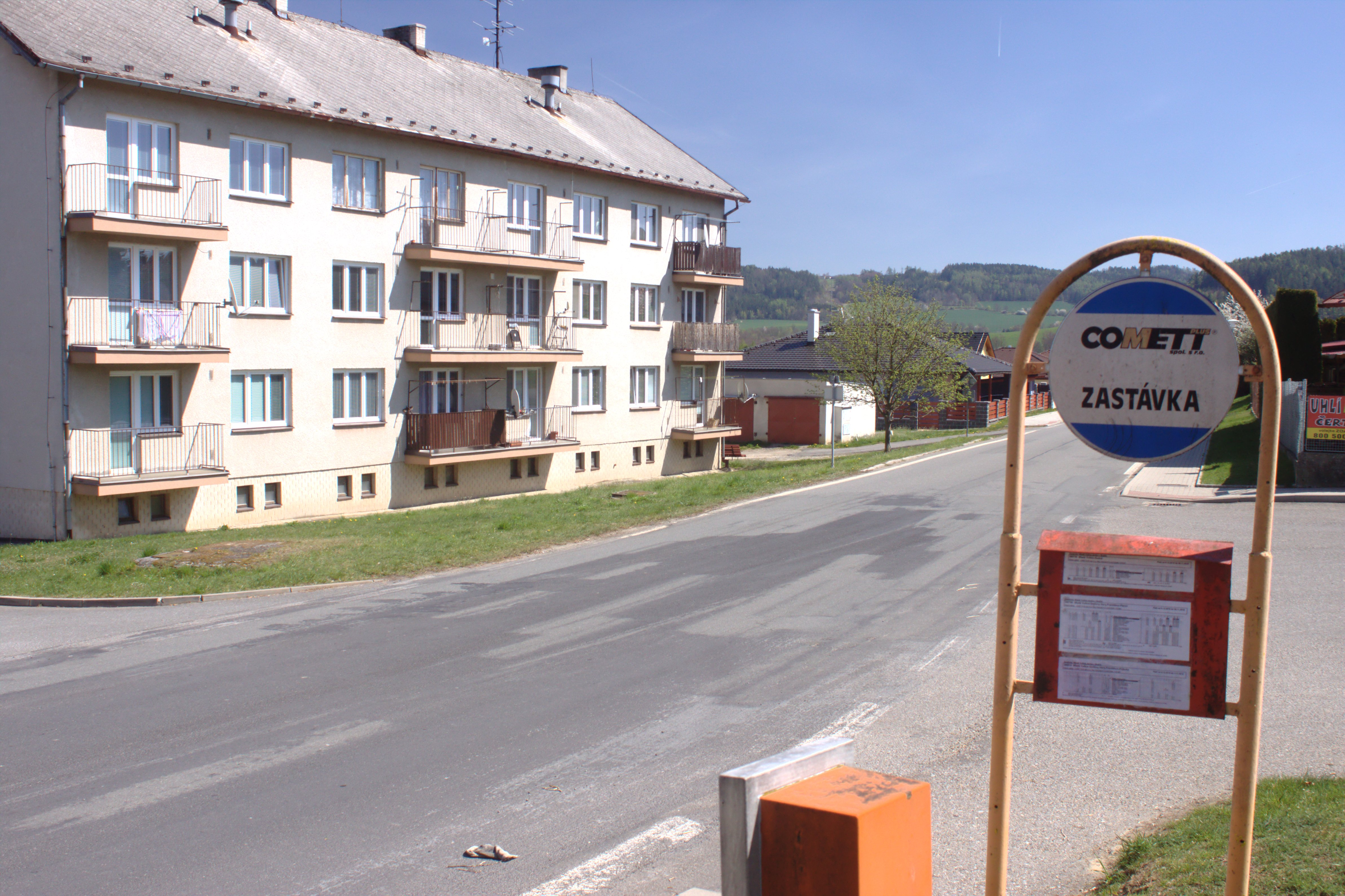